# Yuan-dynastie
De Yuan-dynastie was de keizerlijke dynastie die China van 1279 tot 1368 regeerde. Ze volgde de Song-dynastie op. De Yuan-dynastie was de voortzetting van het Mongoolse Rijk en een nieuwe dynastie in China. In de Yuan Shi (de geschiedenis van de Yuan), geschreven in 1370, tijdens de volgende Ming-dynastie (1368-1644), is de Yuan-dynastie synoniem voor het Mongoolse rijk. Volgens dat boek begint de dynastie met de aanstelling van Dzjengis Khan in 1206 tot khagan. Latere Chinese historici die de Yuan als een uitsluitend Chinese dynastie zagen, plaatsten de aanvang van die dynastie bij de finale val van de Zuidelijke Song-dynastie in 1279.
De naam Yuan zelf werd pas vanaf eind 1271 gehanteerd toen het de term Groot Mongools Rijk verving als de formele benaming van het rijk. Het karakter yuan betekent "begin". Het is het eerste karakter van het Boek der Veranderingen dat gerekend wordt tot een van de Vijf Klassieken. De Yuan werd met deze naam de eerste dynastie sinds de Zhou-dynastie (ongeveer 900 v. Chr. – 265 v. Chr.) die een naam koos die niet naar een specifiek gebied in China verwijst.
Het machtscentrum dat Koeblai Khan (1215-1294) creëerde in het noorden van China verschilde van het bestuur van eerdere Mongoolse khans. Met de verkiezing van Koeblai Khan tot Groot Khan op de khuriltai van 1260 verving dit nieuwe machtscentrum de oudere machtscentra in Mongolië. Vrijwel alle hedendaagse historici laten de periode van de Yuan-dynastie als een apart te onderscheiden deel van een inmiddels verdeeld Mongools rijk aanvangen in 1260.

## Dynastieën van veroveraars
Vanaf het begin van de tiende eeuw hebben een aantal niet-Chinese volken grote delen in vooral het westen en het noorden van China beheerst en daar een eigen dynastie gecreëerd. De eersten waren de Khitan, een volk uit het stroomgebied van de rivier de Liao in Mantsjoerije. Zij vestigden de Liao-dynastie (907-1125). Vanaf het midden van de tiende eeuw beheersten zij Mantsjoerije, het oosten van Mongolië, delen van Shanxi en een groot gebied rondom het huidige Peking. Hun macht werd gebroken door een tijdelijke coalitie van de Song-dynastie en de Jurchen. Een deel van de Khitan vluchtte daarop naar het westen, waar zij in 1124 het rijk van de Westelijke Liao (Kara-Kitan) stichtten. In 1218 werd dat rijk door Dzjengis Khan (1162-1227) weer vernietigd.

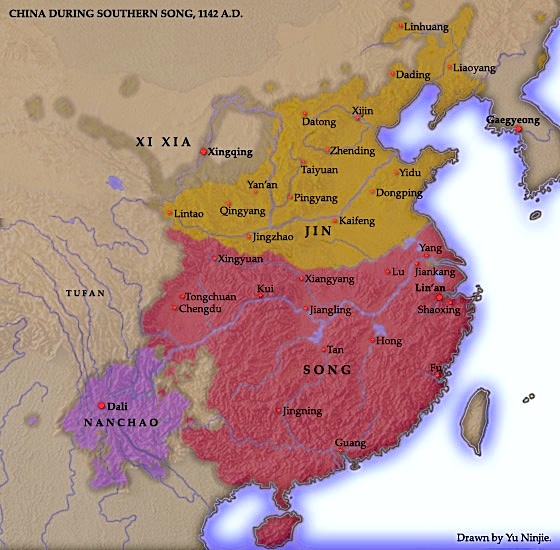
Het rijk van de Jin-dynastie

De tweede groep waren de Tangut, die tussen 1038 en 1227 over het noordwestelijke deel van China heersten en de Xixia-dynastie (1038-1227) stichtten. Hun rijk omvatte het Ordosgebied, Gansu, Shaanxi en het westelijk deel van Binnen-Mongolië. Het rijk controleerde de handelsweg van China naar Centraal-Azië (het oostelijk gedeelte van de zijderoute). Dit rijk werd in 1227 door Dzjenghis Khan veroverd.
De derde groep waren de Jurchen, eveneens uit Mantsjoerije afkomstig. Nadat zij in de tijdelijke coalitie met de Song de macht van de Khitan hadden gebroken, veroverden zij het grootste deel van het noorden van China. Zij stichtten de Jin-dynastie (1115-1234). Na de definitieve nederlaag van de Noordelijke Song vormden zij nog lange tijd een bedreiging voor de Zuidelijke Song. Pas in 1141 werd er een vorm van vrede gesloten en stabiliseerde zich de situatie. De oprukkende Mongolen waren de aanleiding voor de vlucht van de Jin in 1214 uit Peking, die dan van Kaifeng hun hoofdstad maakten. In 1232 werd die stad belegerd door de Mongolen onder leiding van Ögedei Khan, derde zoon van Dzjengis Khan, in een coalitie met troepen van de Zuidelijke Song. In de stad brak een enorme epidemie uit, waarbij ongeveer 800.000 mensen zouden zijn omgekomen. De finale val van de Jin-dynastie was in 1234.

## De vorming van de Yuan-dynastie
Vanaf 1251 is Möngke Khan (1208-1259) de vierde khagan van het Mongoolse rijk. Hij gaf Koeblai Khan een leengoed en de supervisie in het noorden van China. Koeblai Khan begon daar functionarissen met het gedachtegoed van Confucius te rekruteren. Koeblai Khan creëerde een nieuwe bestuurlijke elite die bestond uit zowel functionarissen uit de Jin-dynastie en nieuwe groepen van immigranten als Oeigoeren, Tangut, moslims uit het Midden-Oosten of Turkestan en ook nog enkele christenen.

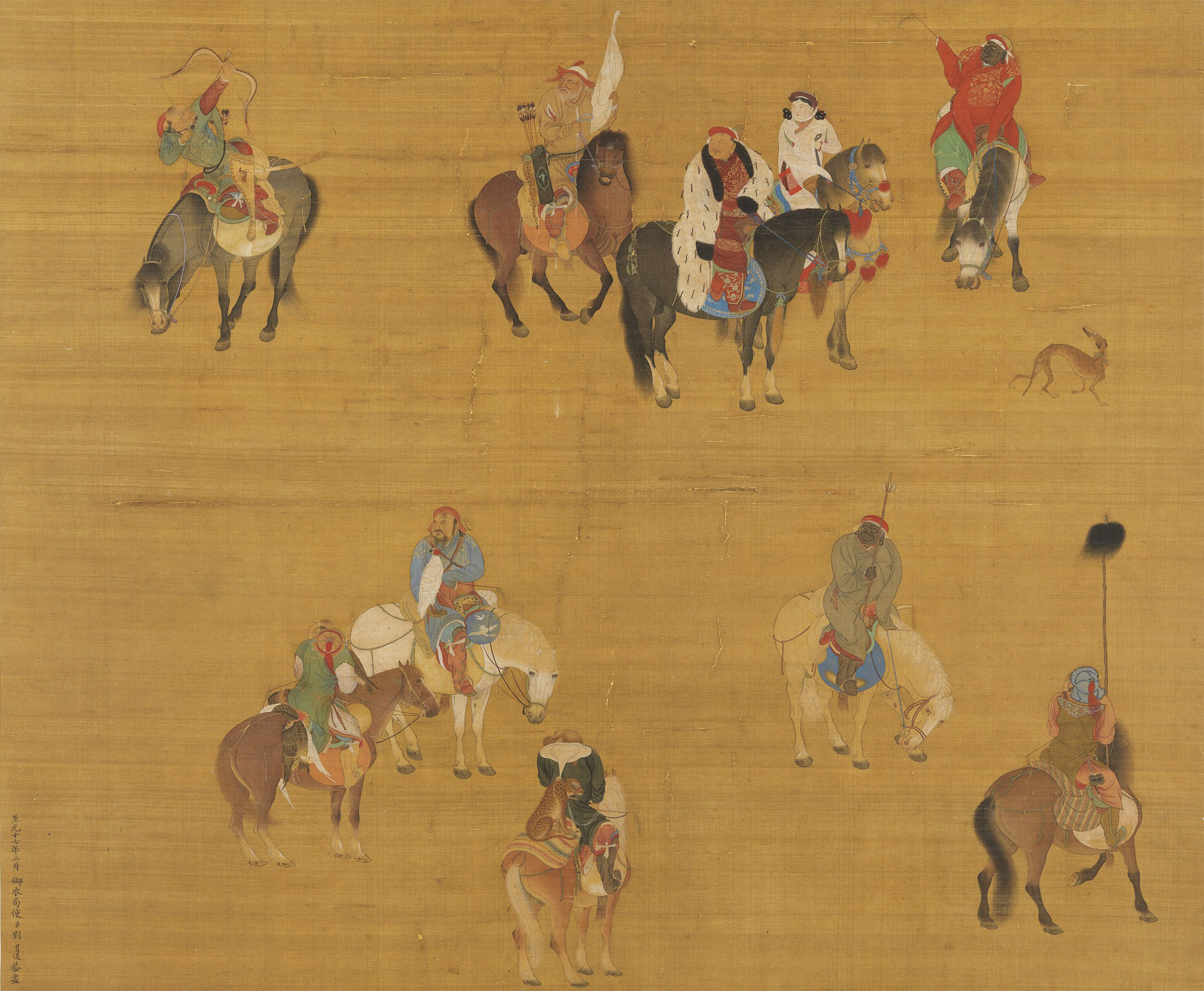
Schilderij van Koeblai Khan op de jacht van de Chinese hofschilder Liu Guandao, c. 1280.

Na de dood van Möngke in 1259 ontstond een machtsstrijd tussen Koeblai Khan en zijn broer Ariq Boke. De laatste trachtte zijn positie in Mongolië te gebruiken om de steun te krijgen van de oude Mongoolse elite die onder Möngke had gediend alsmede die van de heersers van het Kanaat van Chagatai en de Gouden Horde.
Koeblai Khan had de controle over het noorden van China en wist die ook te behouden. Zijn steun was afkomstig van daar en in Binnen-Mongolië wonende Mongolen, een aantal Chinese groepen en door hem gemobiliseerde migranten. Koeblai Khan heeft zijn overwinning op Ariq Boke in belangrijke mate te danken aan de veel betere organisatie van zijn bestuur. Hij kon daardoor veel effectiever militaire uitrusting en menskracht mobiliseren en inzetten. Gedurende deze campagne werd Kaiping het militaire hoofdkwartier van Koeblai Khan. Yanjing – het huidige Peking – werd de stad van waaruit de legers van Koeblai Khan werden bevoorraad. Hij wist Ariq Boke en zijn troepen in zijn hoofdkwartier Karakorum te omsingelen met een grote hongersnood daar als gevolg. Alghu, de heerser van het kanaat van Chagatai, liep naar Koeblai Khan over en in 1264 vond de overgave van Ariq Boke plaats. Hierna erkenden ook Berke, heerser van de Gouden Horde en Hulagu van het Il-kanaat de overwinning van Koeblai Khan.

## De vorming van het rijk

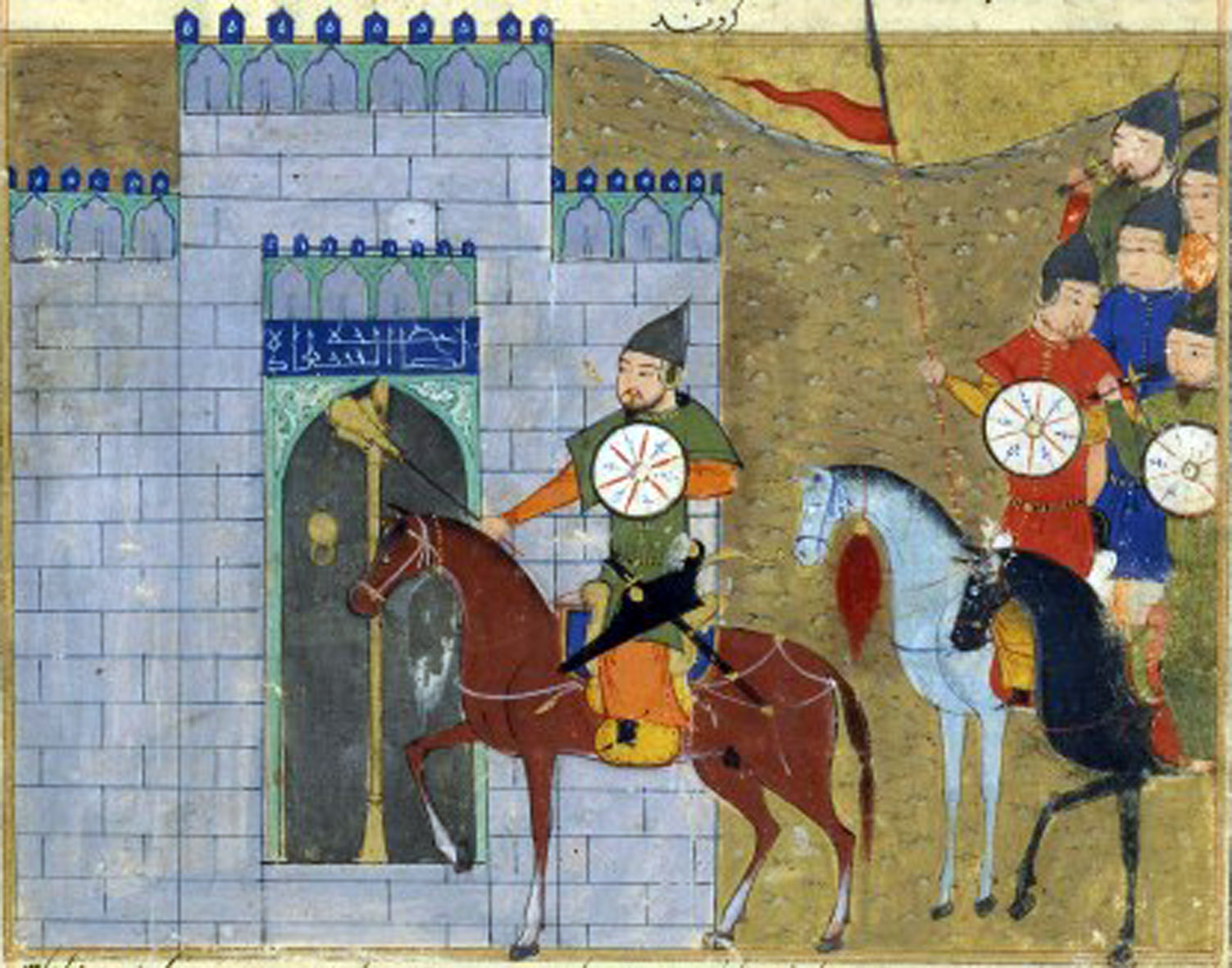
Inname van Peking in 1213.Illustratie uit de Jami' al-tawarikh van de Perzische historicus Rashid al-Din

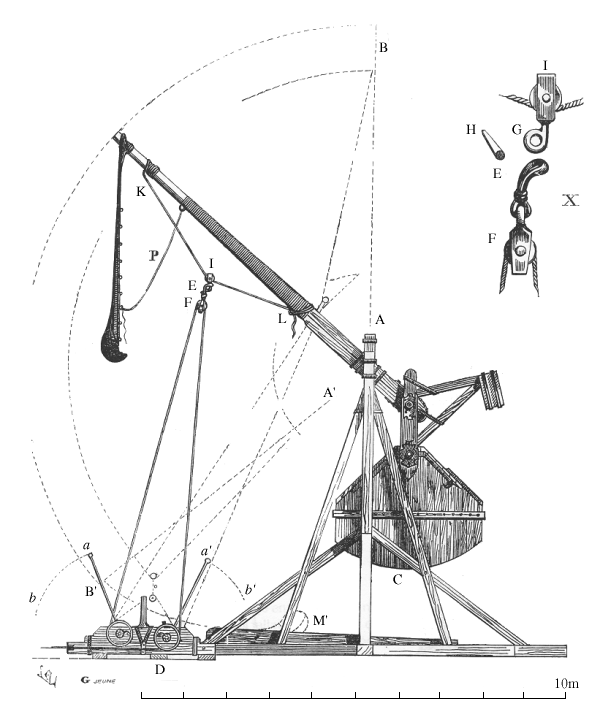
Bij de verovering van Xiangyang in het zuiden gebruikten de Yuan werktuigen als deze trebuchet

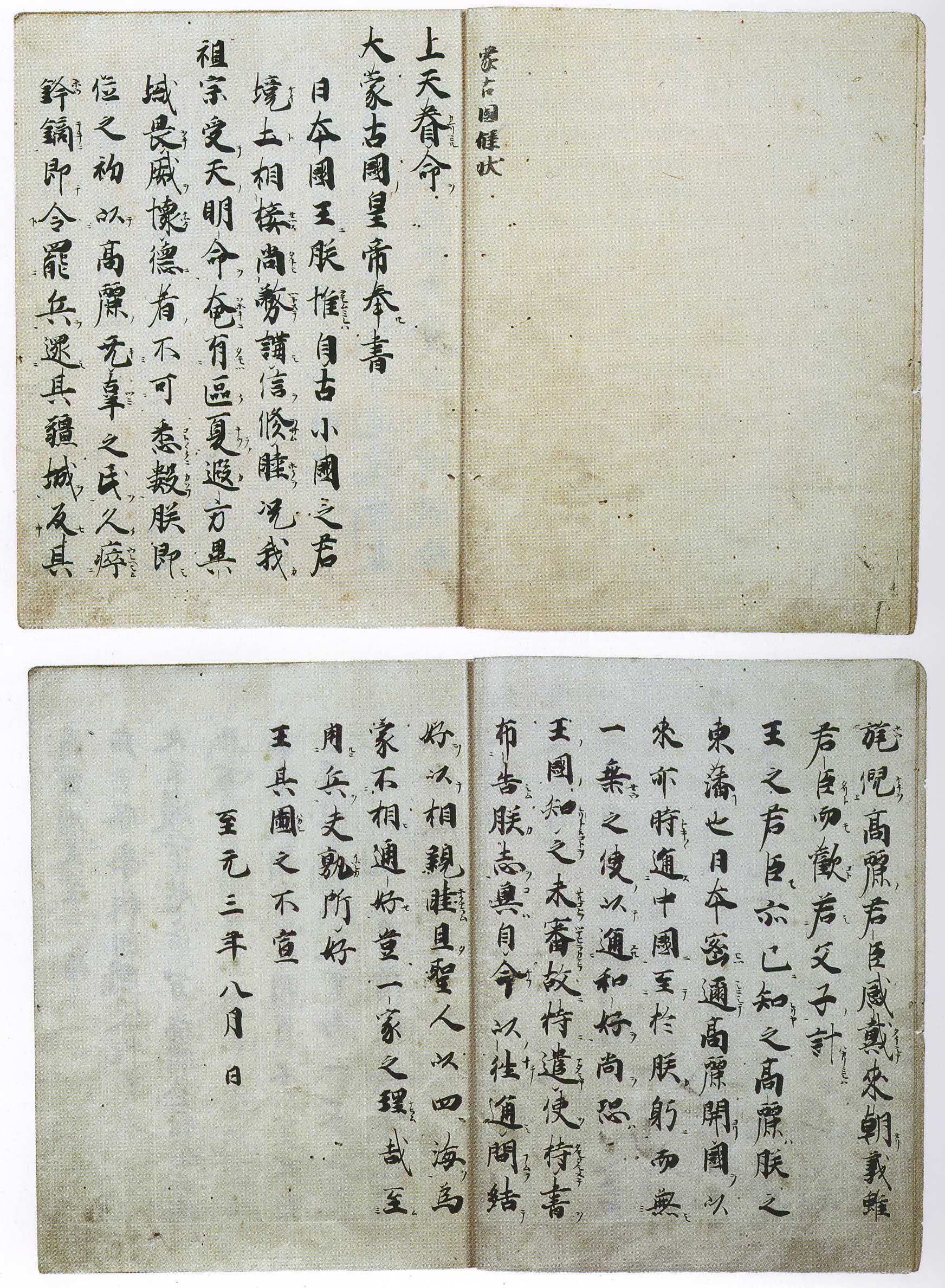
Brief van Koeblai Khan uit 1266 aan de ´´koning van Japan´´

Het hart van het rijk van de Yuan was het noorden van China, Mantsjoerije en Binnen-Mongolië. Het laatste gebied was al in 1211 door de Mongolen veroverd. In 1214 begon de verovering van het noorden van China. Op het tijdstip van het overlijden van Dzjengis Khan in 1227 was het gebied van Hebei, Shanxi en Gansu onder controle gebracht. Ögedei Khan (1189-1241) veroverde geheel Mantsjoerije, Shaanxi en Henan. Deze gebieden kregen te maken met een sterke daling van de bevolking. Binnen-Mongolië werd verdeeld in gebieden voor de aristocratie van de Mongolen en die van hun bondgenoten. Mantsjoerije werd gegund aan families van de nazaten van de broers van Dzengis Khan.
Ongeveer de helft van het noorden van China werd verdeeld in apanages voor de leden van de aristocratie. Gedurende en na de militaire campagnes werden stadsmuren vernietigd, werd de bevolking gedwongen om zich te hervestigen in gemakkelijk te controleren plaatsen en werd een verblijfplaats op het dunbevolkte platteland verboden. Grote delen werden herbestemd als weidegebied voor de kudden van de Mongoolse garnizoenen. Koeblai Khan verplaatste de hoofdstad naar Yanjing, dat hernoemd werd als Daidu (Grote Hoofdstad, Peking). Kaiping kreeg de naam Xanadu en bleef de zomerresidentie.
Tussen 1240 en 1260 veroverden de Mongolen de belangrijkste steden van Sichuan en een deel van het huidige Yunnan. Vanaf 1250 werd Tibet gecontroleerd. Korea ging pas vanaf 1270 deel uitmaken van het Yuan-rijk. In 1279 is de val van de Zuidelijke Song compleet en maakt ook het zuiden van China deel uit van het rijk van Koeblai Khan. Bij de verovering van het zuiden kon door andere terreinomstandigheden de Mongoolse cavalerie maar een beperkte rol spelen. Die verovering werd – net als bij de Mantsjoes vierhonderd jaar later – voor het grootste deel uitgevoerd door Chinese legers, die voor een groot deel bestonden uit naar de Mongolen overgelopen troepen.
Bij de verovering van het zuiden werd de verwoesting die in het noorden had plaatsgevonden vermeden. Het resultaat was dat de bevolking van het zuiden aanzienlijk omvangrijker bleef dan die in het noorden. Latere Chinese historici hebben de hereniging van het noorden en zuiden als een van de belangrijkste verworvenheden van de dynastie beschreven. De Mongolen zelf bleven de gebieden verschillend zien en hanteerden ook verschillende woorden daar voor. Kitad en nanggiyad waren de woorden voor respectievelijk het zuiden en het noorden. De Mongolen hadden weinig vertrouwen in Chinezen uit het zuiden, zij wantrouwden hun loyaliteit. Het aantal functionarissen uit het zuiden was ondanks het daar aanwezige bevolkingsoverwicht aanzienlijk kleiner.
Invasies van Japan in 1274 en 1280 mislukten. Dat gold ook voor een invasie op Java in 1292. Invallen in Myanmar in 1282-1287 en Vietnam in 1285-1288 hadden ook weinig resultaat. Het enige was dat beide landen tribuutplichtig werden. Een invasie in Thailand in 1301 was het einde van de militaire ambities van de Yuan in het zuiden van Azië.
Mongolië bleef zelf belangrijk als een grensgebied en als de plaats waar de voorouders begraven waren. Het laten bezetten door garnizoenen van Mongolië was tot aan de dood van Mingzong in 1329 de gebruikelijke weg naar de macht. De Yuan-dynastie maakte aanspraak op een autoriteit boven alle andere Mongoolse staten. Het Il-kanaat, gesticht door Hulagu, een broer van Koeblai Khan, bracht dat tot uitdrukking in zijn munten. Na 1269 begonnen de andere takken van de afstamming van Dzjenghis Khan de suprematie van de Yuan te verwerpen. In 1304 sloten de diverse Mongoolse heersers weer vrede. Vooral de relaties met het Il-kanaat bleven, ondanks spanningen in het westen van Tibet, hecht tot aan de val van dat kanaat in 1335. De khans van de Gouden Horde bleven delegaties naar de Yuan zenden tot na 1340. De relaties met het kanaat van Chagatai bleven ook na 1304 voortdurend gespannen.

## Het bestuur van het rijk
De Yuan deelden de bevolking van het rijk in volgens een aantal categorieën.
1. De eerste waren de Mongolen zelf. Hiertoe behoorden ook Mongoolse groepen die eerder door Dzjengis Khan overwonnen waren, zoals de Keiraïten.
2. De tweede categorie werd de Semuren  genoemd. Dat heeft een betekenis als Gemengde categorieën. Dit waren bijvoorbeeld Oeigoeren, Tangut, Perzen, Turken,Naimanen en enkele christenen.
3. Han. Daarmee werden Chinezen uit het noorden van China bedoeld.
4. Chinezen uit het zuiden van China.

De hoogste bestuurlijke en administratieve functies in het rijk werden bezet door vertegenwoordigers vanuit de eerste twee categorieën. In 1315 werd het examenstelsel in China weer hersteld. Iedere categorie kreeg eenzelfde quotum, dat gezien hun veel kleinere aantallen de Mongolen en de Gemengde Categorieën een enorm voordeel gaf.
Anders dan bij de Chinese dynastieën hanteerden de Mongolen geen eerstgeboorterecht als principe voor opvolging. Iedere man die in rechte lijn rechtstreeks van Dzjengis Khan afstamde kon in principe khagan en later keizer van de Yuan-dynastie worden. Tot aan 1311 waren de khuriltais een forum waar ook echt gedebatteerd werd over de opvolging. Vanaf de troonsopvolging van Geegen Khan in 1320 werden ze echter een formaliteit. 

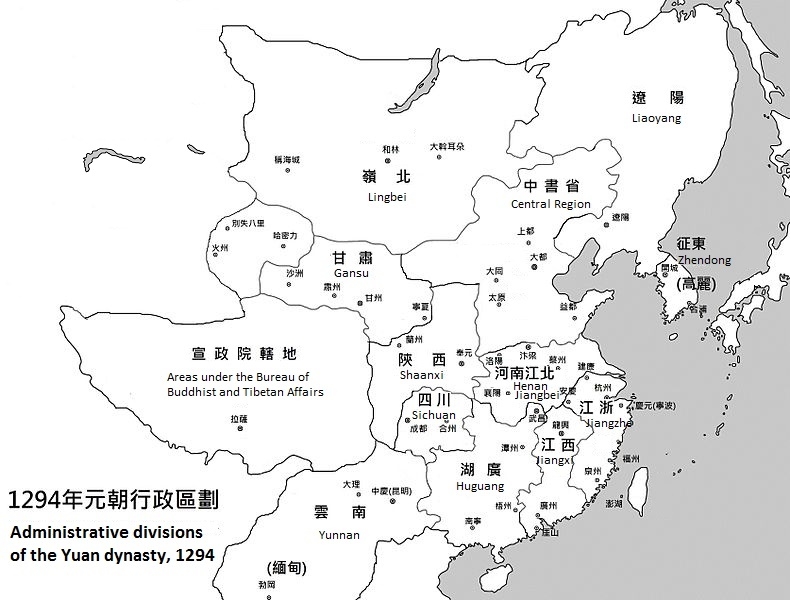
Bestuurlijke indeling tijdens de dynastie

Veel van de door de Mongolen opgezette administratieve structuur was ontleend aan die van de Jin-dynastie. Een Centraal Secretariaat was het voornaamste orgaan van het civiele bestuur. Het tweede belangrijke orgaan was het Departement voor Militaire Zaken. Er waren daarnaast tientallen onafhankelijk van die twee opererende organisaties die bijvoorbeeld belast waren met de organisatie van de bezittingen, bedrijven, huishoudens, etc. die eigendom waren van de keizerlijke familie alsmede het Ministerie voor Boeddhistische en Tibetaanse Zaken.
Het bestuurssysteem van de Yuan heeft de grondslag gelegd voor de moderne Chinese provinciestructuur. Er werd een nieuwe geografische eenheid gecreëerd onder het niveau van het Centraal Secretariaat, maar boven de in vorige dynastieën bestaande niveaus van prefecturen en districten. Een groot deel van de bevoegdheden wordt aan die nieuwe structuur gedelegeerd. Die provincies waren nog niet identiek aan die van de latere dynastieën, want ze waren in omvang over het algemeen veel groter.
Aan de periferie van het rijk zoals met name in Tibet lag het bestuur over het gebied in handen van een instelling waarvan de naam in vertaling iets is als "Het Bureau voor Pacificatie". In China zelf had het een intermediaire taak tussen de burgerlijke en militaire autoriteiten op provinciaal niveau. Het regelde ook het berichtenverkeer van en naar de keizerlijke regering. Over het algemeen was deze instelling meer verantwoordelijk voor toezicht dan op uitvoering van bestuurlijke taken. Dit bureau had de supervisie over alle vormen van lokaal en provinciaal bestuur. In Tibet was dat in belangrijke mate gedelegeerd aan de Poncen, een functionaris van de sakya-traditie van het Tibetaans boeddhisme. Deze functie bleef de gehele periode van de Yuan-dynastie bestaan. De Poncen was een leek en werd door de keizer benoemd via het Ministerie (Bureau) voor Boeddhistische en Tibetaanse Zaken.
Deze periode wordt in de Tibetaansse geschiedschrijving over het algemeen positief beoordeeld. De periode maakte een eind aan de volledige versplintering van de macht in Tibet, die was opgetreden na de val van het Tibetaanse rijk in het midden van de negende eeuw. Bij de Tibetaanse elite kreeg het idee van een vorm van althans enig centraal gezag weer enig draagvlak.

## Economisch beleid

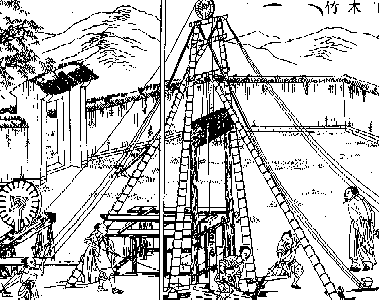
Zoutboringen in China

De verovering van het zuiden van China betekende een nieuwe bron van inkomsten door de internationale handel die dat met zich mee bracht. Over het algemeen werden de bestaande bezitsverhoudingen ongewijzigd gelaten. De Chinese grootgrondbezitters in het zuiden hebben dan ook tijdens de dynastie geen enkele vorm van verzet tegen de Yuan ondernomen. Aan het eind van de Yuan werd de toenemende belastingontduiking door hen echter een steeds groter probleem. Net zoals bij eerdere dynastieën werd in toenemende mate belasting ontdoken door het bezit zogenaamd onder te brengen bij een religieuze instelling, die vrijwel altijd van het betalen belasting was vrijgesteld.
De belangrijkste inkomstenbron voor de staat was echter het monopolie op zoutwinning. Rond 1290 was dat al meer dan de helft van de totale inkomsten. Even na 1320 vormde het 80% van de staatsinkomsten. 

Bankbiljet uit de Yuan-periode met de bronzen drukplaat

Hoewel katoen al in de periode van de late Song-dynastie werd geïntroduceerd begon de Yuan voor het eerst de katoenproductie systematisch te stimuleren. Er werden nieuwe variëteiten ontwikkeld waardoor katoen ook in meer noordelijk gelegen delen van het land verbouwd kon worden.
Een van de grootste verdiensten van de dynastie was het handhaven van monetaire stabiliteit van het papiergeld gedurende een periode van bijna honderd jaar. De Yuan gaf alleen papiergeld uit dat ook werkelijk gedekt werd door de reserves in zilver. Dat had enige beperkingen omdat de actuele waarde van zilver mede bepaald werd door schommelingen op de internationale markt voor zilver die gekoppeld was aan internationale handelsbetrekkingen. Over het algemeen was dit onderdeel van beleid echter succesvol en had tot gevolg dat er slechts van beperkte inflatie sprake was. Op de bankbiljetten van de periode waren vrijwel altijd snoeren met munten afgebeeld. Biljetten met een afbeelding van in totaal 1000 munten werden een belbee genoemd. Deze biljetten van 1 belbee hadden een waarde die over de hele periode van de Yuan gemiddeld gelijk was aan 38 gram zilver van de hoogste kwaliteit.
De na de Yuan volgende dynastieën zijn er nooit in geslaagd die monetaire stabiliteit van papiergeld te waarborgen.
De status van een aantal beroepsgroepen zoals boer en ambachtsman werd door de Yuan erfelijk gemaakt. Die maatregel probeerde de sociale mobiliteit te beperken. Het had ook het strategisch doel de overheersing door een in aantal beperkte groep beter uitvoerbaar te maken. Deze verankering van beroepsgroepen werd door de Ming-dynastie voortgezet.

## De val van de dynastie
Vanaf de dood van Temür Khan, de tweede keizer van de dynastie, in 1307 volgden tot aan de laatste keizer Toghun Temür (r. 1332-1368) de troonswisselingen elkaar snel op. Na 1320 was de feitelijke macht vaak in handen van keizerin-weduwen en bevelhebbers van strijdkrachten. Dat heeft echter niet tot echt grote bestuurlijke problemen geleid. Ook het overgrote deel van de Chinese elite bleef de dynastie tot vrijwel het eind trouw. Tot aan 1340 is er niets zichtbaar van onoverkomelijke problemen die onontkoombaar tot de val van de dynastie zouden moeten leiden.
Na 1340 ontstonden er echter grote sociale problemen. Er is verschil van inzicht onder historici in hoeverre de effecten van de Zwarte Dood daarbij een rol hebben gespeeld. Een uitbraak van een pestepidemie in China rond 1335 is op zich onomstreden. Er zijn voor wat betreft Europa globale ramingen van de effecten van de epidemie voor de periode 1346-1351 waarover consensus bestaat. De ramingen voor China lopen echter wijd uiteen. 

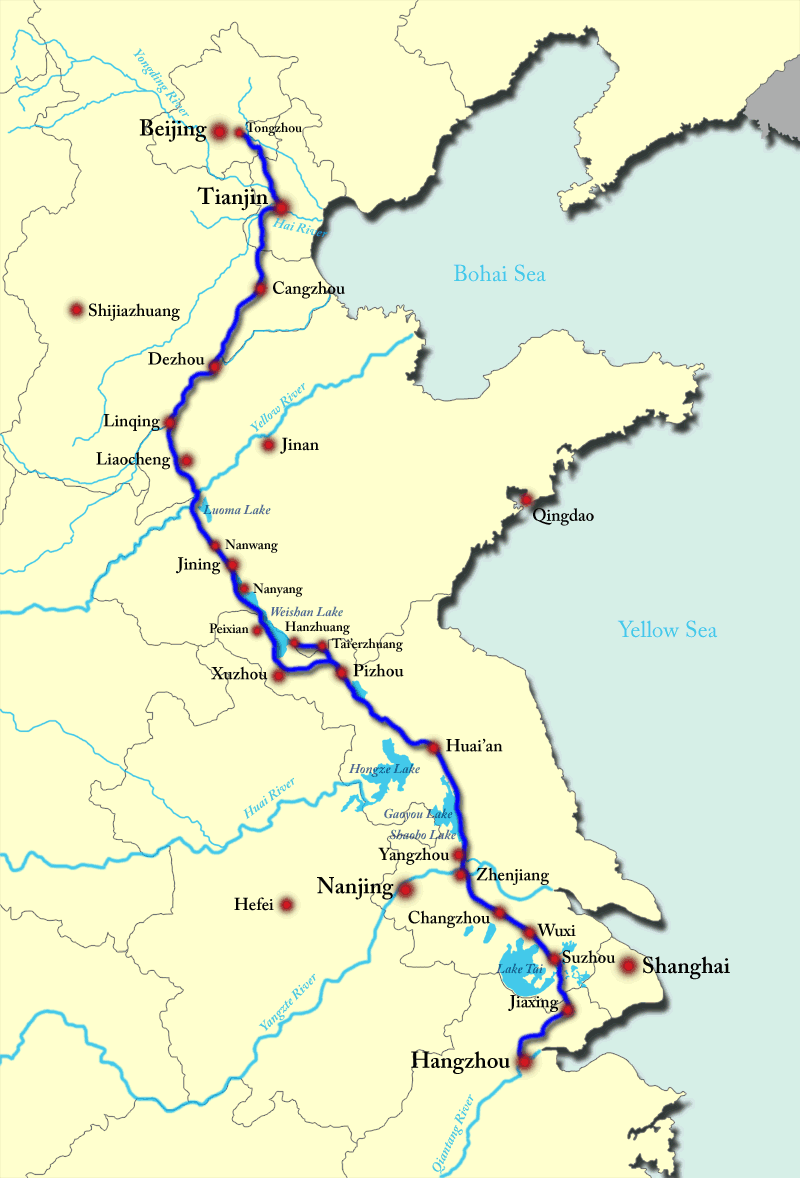
Loop van het Keizerskanaal

Er is wel consensus dat China in de eerste decennia van de veertiende eeuw getroffen werd door een koudegolf. Het gevolg was dat er minder graan kon worden verbouwd. Er vonden daarnaast een aantal natuurrampen plaats, zoals grote overstromingen van de Gele Rivier gedurende meer dan een decennium. Als gevolg van die overstromingen werd het Keizerskanaal onbruikbaar voor het transport van de toch al verminderde graanopbrengst. De levering van graan vanuit het zuiden naar het noorden van China werd sterk belemmerd. Omvangrijke piraterij door Chinezen, Koreanen en Japanners belemmerde ook de aanvoer van graan uit het zuiden via de zeeroute. Een groot deel van het Keizerskanaal werd opnieuw aangelegd. Dat project werd in 1351 voltooid, maar het had uiteraard grote negatieve gevolgen voor de economie van het gebied waar het Kanaal eerst liep. De kosten voor de aanleg van het nieuwe kanaal waren van astronomische aard. Voor het eerst in hun geschiedenis ging de Yuan over tot het uitgeven van niet door zilver gedekt papiergeld.
In Tibet was Changchub Gyaltsen, de stichter van de latere Phagmodru-dynastie, bezig de hegemonie van de sakya-traditie te ondergraven. Na 1340 leidde dat in Tibet tot een burgeroorlog en rond 1353 was de Phagmodru erin geslaagd om de Sakya-Mongoolse alliantie omver te werpen. Het is dan ook dit jaartal dat meestal wordt genoemd als het eind van de Mongoolse periode in Tibet.
In 1351 brak er een opstand uit in het gebied van de Huai-rivier. De opstandelingen behoorden tot een groepering met de naam
Rode Hoofdbanden. Hun gedachtegoed leunde sterk op dat van de door de Yuan verboden beweging van de Witte Lotus. De beweging had een karakter dat aangeduid zou kunnen worden met millennialisme en messianisme. De aanhangers geloofden in de spoedige komst van de Maitreya, de Boeddha van de Toekomst, die zou worden bijgestaan door een Lichtende Koning. Deze twee zullen de gelovigen redden en die zullen niet meer geconfronteerd worden met de effecten van de talloze rampen die zich aan het voltrekken waren. Een aantal zoutsmokkelaars voegden zich bij de opstand.
Vanaf 1340 is de belangrijkste minister van de dynastie, Toqto'a, in feite de machtigste man van het rijk. Hij wist voldoende troepen te mobiliseren en de opstanden in 1354 vrijwel geheel neer te slaan. Het volgende jaar viel hij in ongenade en werd gedwongen in ballingschap te gaan. In 1356 werd hij in die ballingschap vergiftigd. Er ontstond een machtsvacuüm, ook omdat aan Toqto'a loyale troepen weigerden voor andere commandanten van de Yuan te vechten en vaak overliepen naar nog resterende opstandige groepen. Die wisten het initiatief te hernemen en nieuwe opstanden in het zuiden waren het gevolg.
Binnen die opstandige groepen wist een Chinese ex-monnik, Zhu Yuanzhang, zijn rivalen uit te schakelen en zelf de belangrijkste leider te worden. In 1356 veroverde hij Nanking, dat later zijn keizerlijke hoofdstad zou worden. Het Mongoolse hof wist nog enkele jaren in Peking te overleven dankzij de bescherming van een Noord-Chinese krijgsheren. In 1368 riep Zhu Yuanzhang de Ming-dynastie uit. Ming heeft de betekenis van Helderheid en verwijst naar de Lichtende Koning van de Rode Hoofdbanden. Zhu Yuanzhang werd onder de periodenaam Hongwu de eerste keizer van de nieuwe dynastie. In dat jaar rukte zijn belangrijkste commandant Xu Da op naar het noorden, veroverde Peking en dwong de laatste keizer van de Yuan-dynastie met zijn hof te vluchten. Die dynastie werd tot 1634 buiten China voortgezet onder de naam van de Noordelijke Yuan-dynastie.

## Religieuze politiek en ontwikkelingen

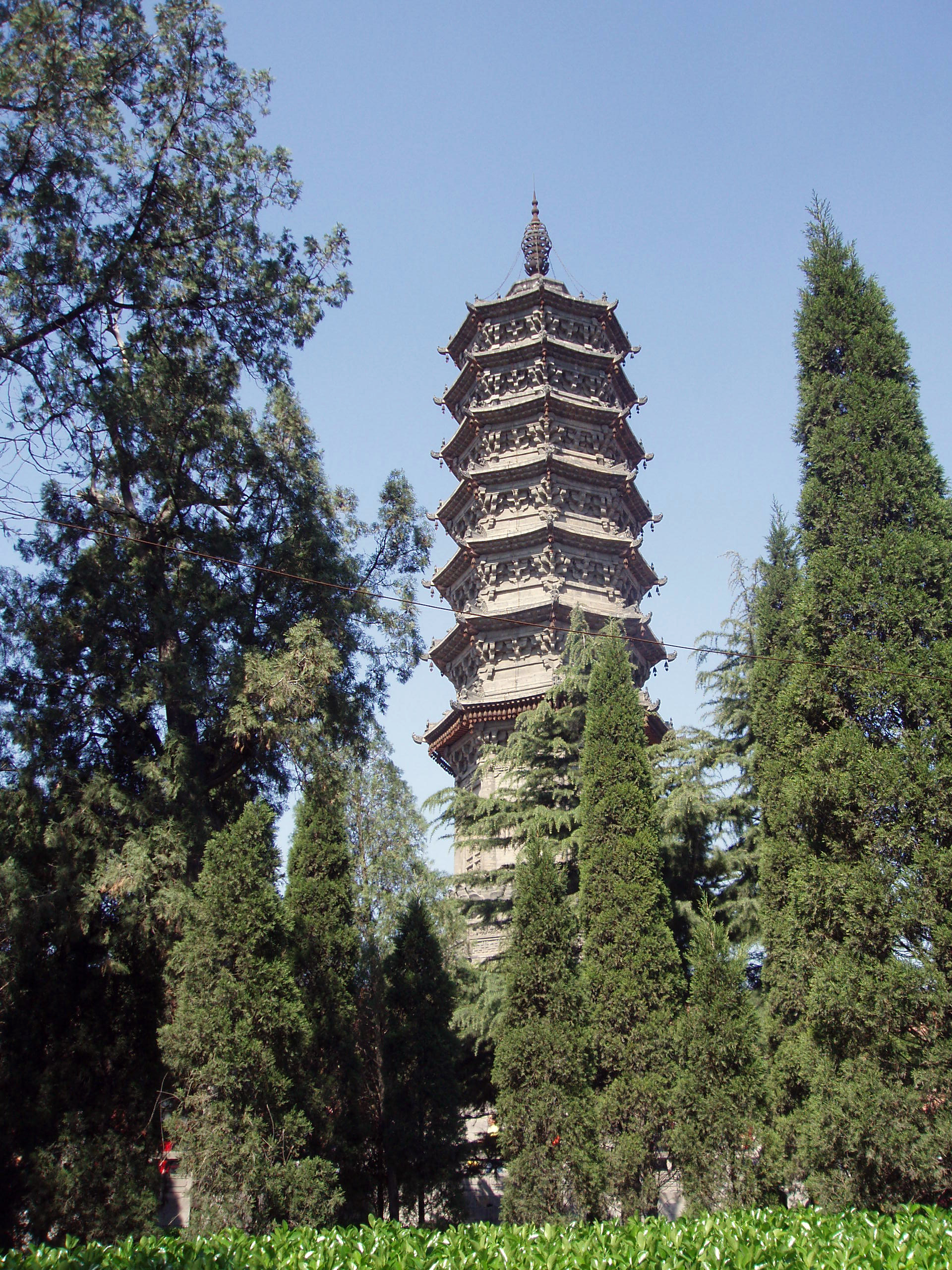
De pagode van de Bailin Tempel in Shijiazhuang, gebouwd in de Yuan-periode

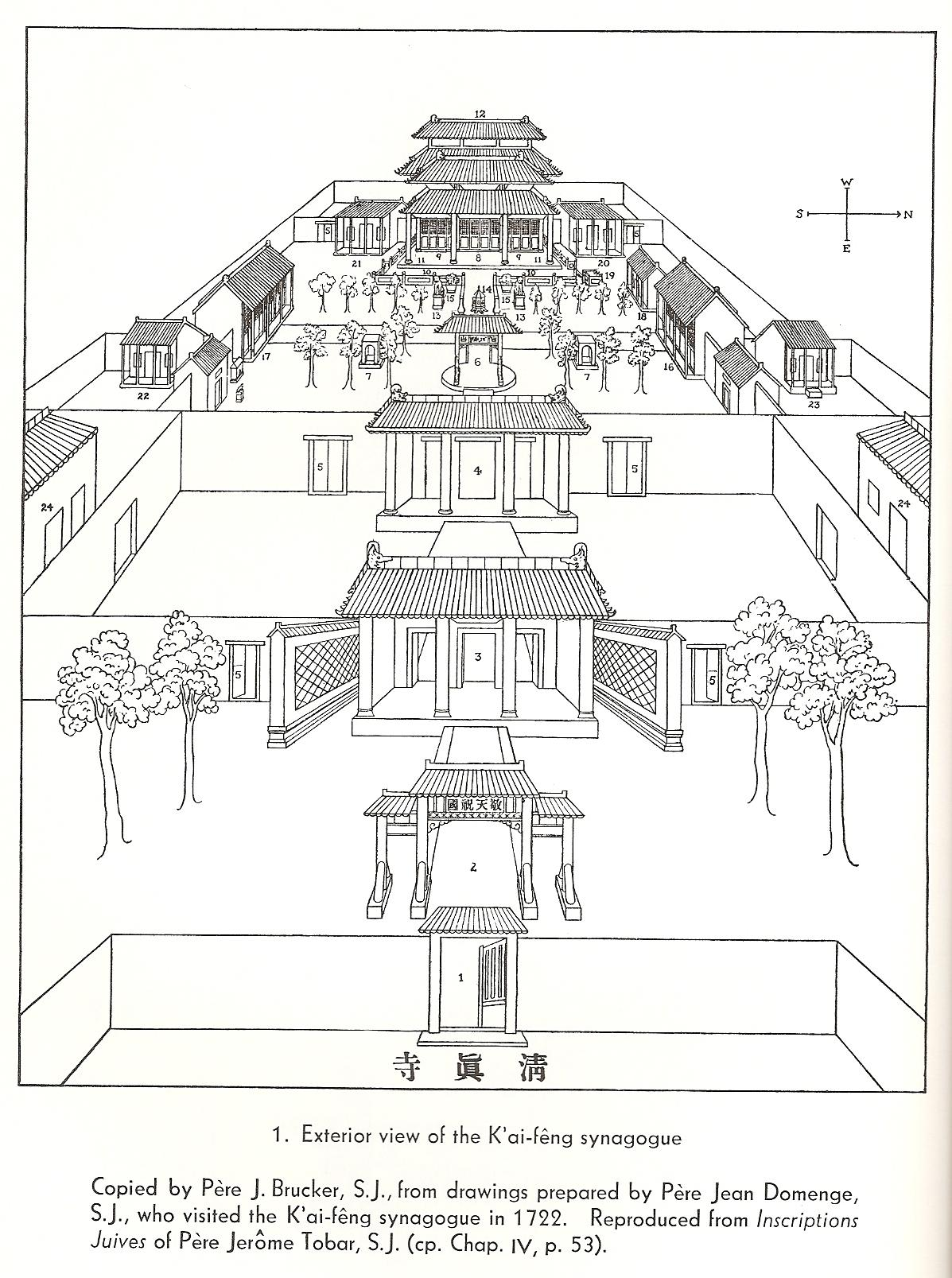
De synagoge in Kaifeng, die al in de tijd van de Yuan bestond

De Mongolen geloofden in een macht, die zij benoemden als de Eeuwige Hemel, (möngke tenggeri ), die hen had uitverkoren om over de wereld te heersen. Zij gebruikten het woord Tenggiri ook voor het benoemen van de christelijke en islamitische god. In veel literatuur wordt de religieuze tolerantie van de Mongolen genoemd. Vergeleken met de toenmalige situatie in Europa was dat ook zeker het geval. Het was echter ook een pragmatische keuze. In een rijk met die omvang en met een dergelijk omvangrijke multi-etnische bevolking zou het ook onmogelijk zijn een specifieke godsdienst op te leggen. Verder was godsdienst – net als bij andere dynastieën in China – voor de Yuan een instrument in handelen op basis van politieke opportuniteit.
De belangrijkste religies in het rijk waren het boeddhisme, taoïsme, islam en christendom. Zolang de leidinggevenden uit deze godsdiensten in hun gebeden en opstelling hun loyaliteit aan de Yuan toonden, konden ze rekenen op privileges, zoals vrijstelling van belasting voor religieus eigendom. De lijst van deze vier godsdiensten bleef gedurende de gehele periode van het rijk maatgevend, hoewel vanaf rond 1300 ook Joodse religieuze instellingen belastingvrijstelling konden krijgen. Godsdiensten met een veel geringer aantal gelovigen zoals het manicheïsme en zoroastrisme waren politiek niet relevant genoeg om dergelijke privileges te ontvangen.
Ondanks die tolerantie probeerden de Yuan een aantal regels die contrair waren aan die van sommige religies in te voeren. Het handelde dan om bepaalde rituelen van slachten, die volstrekt anders waren dan de wijze van ritueel slachten door joden en islamieten. Daarnaast ging het om wetgeving die in feite het leviraatshuwelijk voor weduwen die een nieuwe verbintenis wensten aan te gaan verplicht stelde. Dat was met name voor de overgrote meerderheid van Chinezen onaanvaardbaar. Die wetgeving werd ook massaal ontdoken.
De Yuan schroomden ook niet op te treden tegen religieuze praktijken op het moment dat leiders naar hun opvatting op dat moment niet loyaal genoeg waren. Die maatregelen maken vaak een wat willekeurige indruk. Aan het eind van zijn periode nam Koeblai Khan strenge maatregelen tegen de joods-islamitische wijze van slachten en stelde de doodstraf in voor het uitvoeren van circumcisie. In 1281 verbood hij een groot aantal taoïstische teksten en liet de blokdrukken daarvan verbranden.
In deze periode ontstonden ook nieuwe boeddhistische lekenbewegingen die zich vrijwel geheel buiten het georganiseerde boeddhisme in kloosters manifesteerden. De bekendste beweging, de Witte Lotus, bestond uit volgelingen van het Zuiver Land-boeddhisme. Aanhangers van die vorm van boeddhisme geloofden dat, naarmate de tijd vorderde, er minder boeddhisten kwamen en verlichting steeds moeilijker te bereiken werd. De aanhangers stichtten hun eigen gebedsruimten buiten de kloosters. Zij namen verantwoordelijkheid voor een aantal publieke taken, zoals bouw van lokale infrastructuur. Ook besteedden zij veel aandacht aan charitatieve doeleinden. De praktijk van deze – van de klassieke tradities afwijkende – vormen van geloofsbeleving werd als sektarisch en gezagsondermijnend gezien en werd door de Yuan enkele malen verboden. Een definitief verbod dateert van de vroege periode van de Ming-dynastie. Dat verbod trof vrijwel alle vormen van religie die uitgeoefend werden buiten boeddhistische en taoïstische kloosters en tempels.

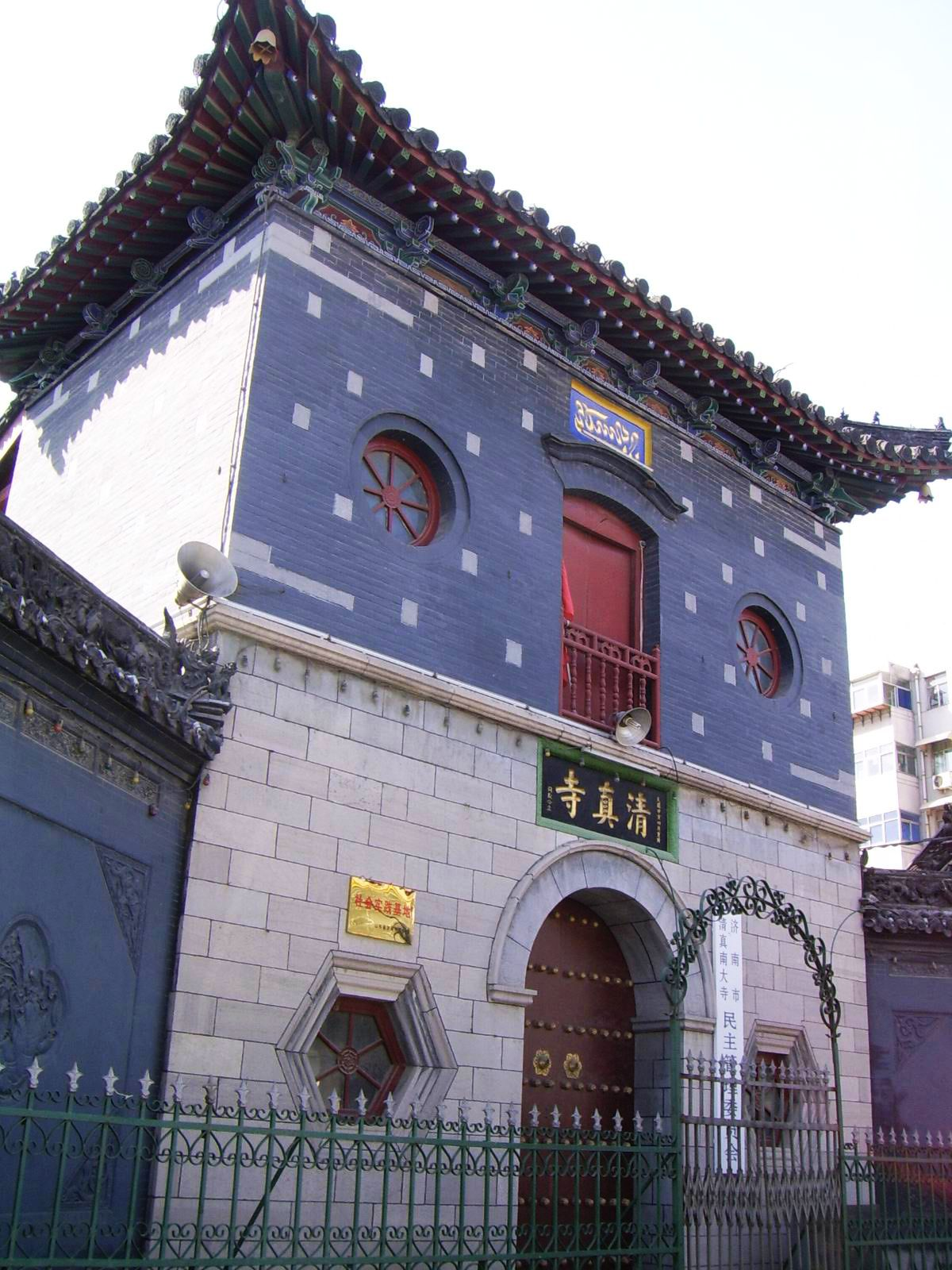
De Grote Zuid-Moskee in Jinan, gebouwd in de Yuan-periode

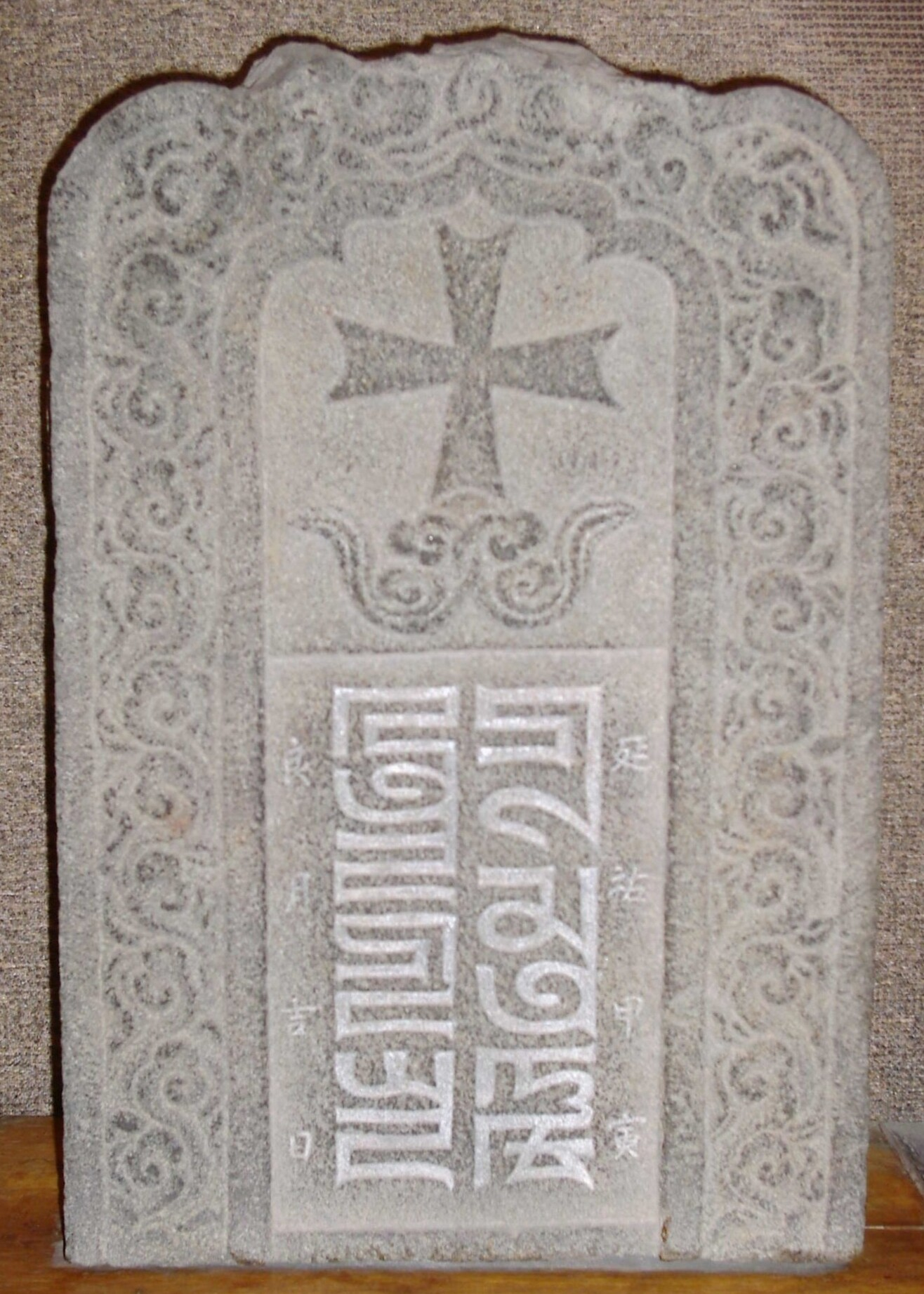
Nestoriaanse grafsteen uit 1314 met inscriptie in Phagspa-schrift in Quanzhou

De islam werd in deze periode een belangrijke religie in China. Al in de periode van de Song waren er vele Perzische kooplieden in China actief. Daarna kwamen honderdduizenden Perzisch sprekende moslims die deel uitmaakten van de Mongoolse legers naar China. Veel van hen waren afkomstig uit Chorasmië, waar de Perzische cultuur na de Arabische verovering bewaard was gebleven. De volgende generaties van deze mensen sinificeerden. Aanvankelijk werden ze Huihui genoemd, omdat in een vroege bron hun gebied van herkomst huihuiguo (het land van de Huihui) werd genoemd. De huidige Hui zijn hun afstammelingen.
Het christendom in China tijdens de Yuan-dynastie bestond vooral uit nestorianen in een aantal Turks-Mongoolse stammen, zoals de Keiraïten, de Naimanen, de Merkieten, een deel van de Oeigoeren en de Onggud. Er was een kleine gemeenschap van rooms-katholieken, bestaande uit – vooral Italiaanse – kooplieden die permanente vestigingen hadden in Quanzhou, Yangzhou, Hangzhou en Khanbaliq, het huidige Peking. Daarnaast bestond die groep uit in het land aanwezige missionarissen van de orde van de franciscanen en bij afstammelingen van eerder in Europa gevangengenomen personen tijdens de Mongoolse invallen. Een derde groep waren Armeniërs, die behoorden tot de Armeens-Apostolische Kerk en Byzantijnse Alanen.
Christenen maakten deel uit van de kaste van de Gemengde categorieën, de tweede klasse in de sociale structuur van de samenleving, beneden de Mongolen maar boven Chinezen. De belangrijkste georganiseerde invloed was die van de nestoriaanse Kerk van het Oosten. Die kerk benoemde metropolieten in onder meer Peking. De Yuan hielden toezicht op de kerk door de Commissie voor de Bevordering van Godsdienst. Die werd geleid door een via de metropoliet door de keizer aan te wijzen functionaris.
Al voor de periode van de Yuan waren er contacten geweest tussen Mongolen en de Rooms-Katholieke Kerk. Johannes van Pian del Carpine, André de Longjumeau en Willem van Rubroeck hadden in opdracht van de paus en Lodewijk de Heilige het toenmalige Mongoolse hof in Karakorum bezocht. Giovanni da Montecorvino was de eerste prelaat van de Rooms-Katholieke Kerk die zich in 1294 daadwerkelijk in Peking vestigde en ook Chinees leerde. In 1313 werd hij door paus Clemens V tot aartsbisschop van Peking benoemd. Gelijktijdig werden er zeven suffragaanbisschoppen benoemd. Montecorvino vertaalde een groot aantal teksten, waaronder het Nieuwe Testament in het Oeigoers. In brieven aan de paus stelde hij ongeveer 6000 mensen bekeerd te hebben tot het Rooms-katholicisme. Uit andere literatuur is duidelijk dat er inderdaad een aantal bekeringen hebben plaatsgevonden, maar dit betrof vooral nestorianen, Armeniërs en Alanen en nauwelijks Mongolen of Chinezen. Na de val van Yuan-dynastie verdween vrijwel iedere vorm van christendom uit China.
De Yuan hadden een politiek belang om indien mogelijk te besturen in samenwerking met religieuze facties en leiders die konden rekenen op draagvlak bij belangrijke delen van de bevolking van het rijk. Een aanzienlijk deel van die bevolking was boeddhistisch. Er was in de periode dan ook een aanzienlijke patronage van dat boeddhisme door de Yuan-keizers. In de Tibetaanse geschiedschrijving wordt in deze periode de grondslag gelegd voor de patroon-priesterrelatie met de relatie tussen Koeblai Khan en Phagspa. Dat is de relatie tussen een wereldlijk machthebber en een geestelijk leider. In een dergelijke relatie biedt de wereldlijk heerser zijn militaire bescherming aan de geestelijk leider in ruil voor spirituele leiding en zegening. In 1270 werd Phagspa benoemd tot Keizerlijk leermeester (dishi). De titel gaf aan dat de benoemde de belangrijkste religieuze autoriteit van het boeddhisme in het rijk was. De leermeester had daarnaast enkele taken in Tibet tijdens de Mongoolse periode. De beslissingen van de keizerlijk leermeester werden echter altijd namens de keizer genomen. Zij hadden vooral betrekking op de bevestiging van het verkrijgen van goederen en privileges. De keizerlijk leermeester had ook geen enkele invloed op de feitelijke en dagelijkse regeringszaken in Tibet.

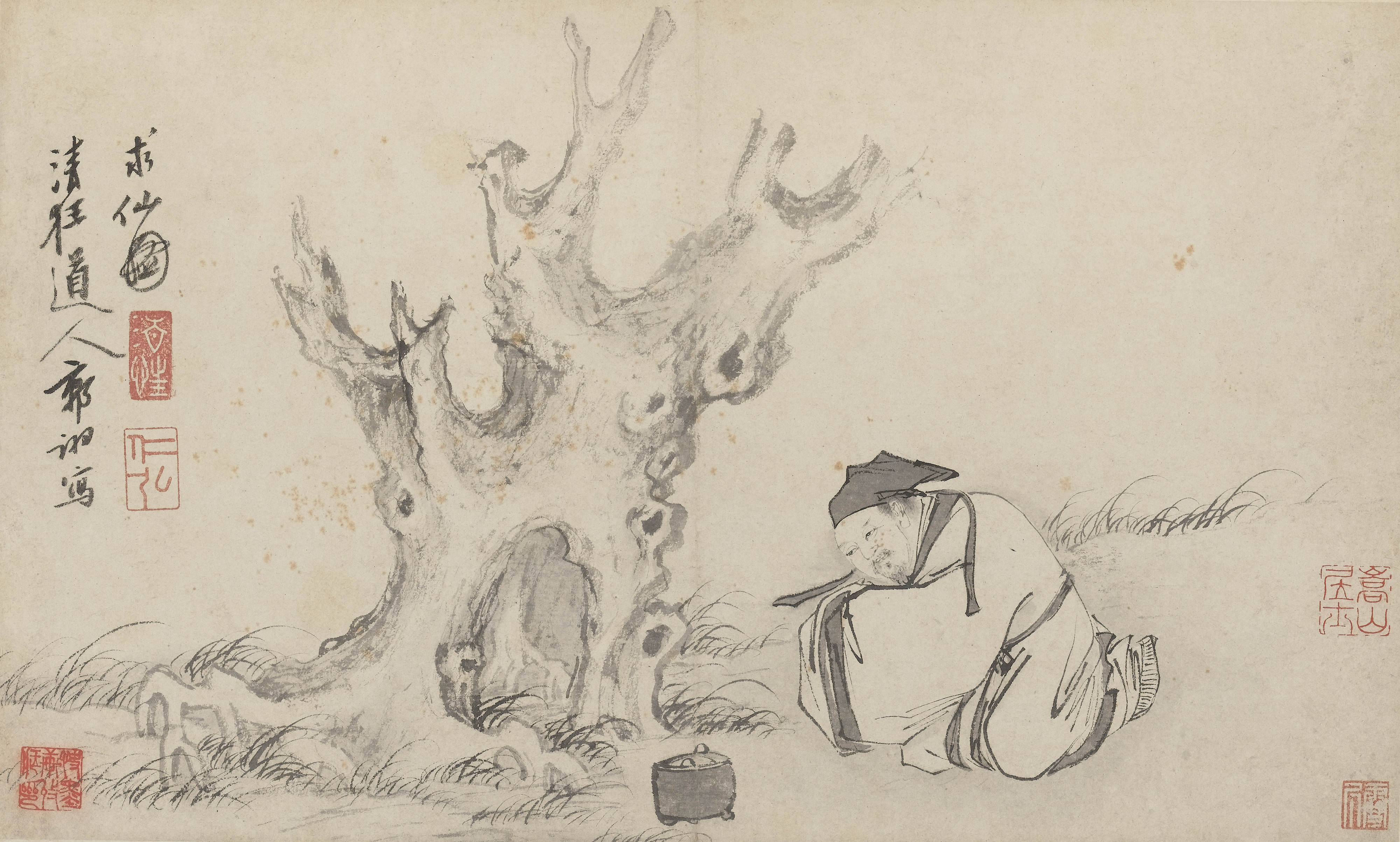
De taoïstische monnik Qiu Chuji

De patroon-priesterrelatie is in het historisch perspectief van de Tibetaanse geschiedschrijving van cruciaal belang. Die relatie is in dat historisch perspectief essentieel voor de notie van die geschiedschrijving, dat Tibet tot aan 1950 een in wezen onafhankelijk land was. Essentieel in de Tibetaanse geschiedschrijving is de opvatting, dat de relatie van een gelijkwaardige aard was. De patroon-priesterrelatie wordt in de Chinese geschiedschrijving nauwelijks genoemd en nooit in de termen en betekenis die de klassieke Tibetaanse geschiedschrijving er aan geeft.
Georganiseerde godsdienst met een hiërarchie was ook voor de Yuan een instrument in het politiek handelen. De mate van het behagen van een godsdienst en de religieuze leiders daarvan hing af van de politieke opportuniteit. Ieder van die religieuze stromingen gaf daar weer een eigen interpretatie aan. Er is een document uit de dertiende eeuw van een taoïstische monnik, vertaald als The travels of Qiu Chuji. Wie dit geschrift leest, zou tot de conclusie moeten komen dat vrijwel het gehele Mongoolse hof en elite overtuigd taoïst was geworden, terwijl dit in historische en feitelijke zin volstrekt onjuist is. Het is echter een tijdelijk equivalent van de beschrijving van een patroon-priesterrelatie in taoïstische zin.
Wel waren een aantal keizers en anderen aan het hof gefascineerd door tantrische rituelen uit het Tibetaans boeddhisme. Zij waren met name geboeid door opvattingen die te maken hadden met individuele redding. De geschiedschrijving van de nyingma-traditie portretteert Koeblai Khan als geobsedeerd door magie en geheime rituelen voor levensverlenging.
De overgrote meerderheid van de Mongolen zelf bleef gedurende de periode sjamanist.

## Confucianisme tijdens de Yuan

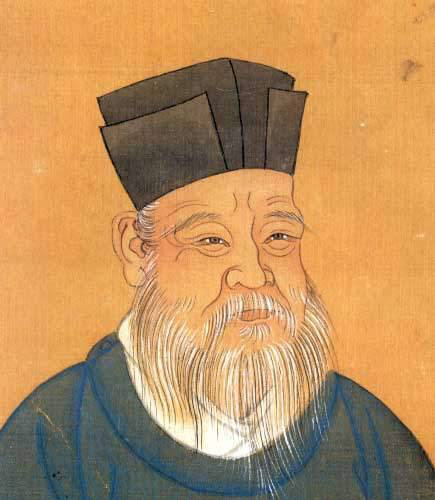
Zhu Xi

Na de bevestiging van Koeblai Khan tot khagan in 1260 waren confucianistische geleerden voor een korte periode de dominante macht in raadgevende vergaderingen. In toenemende mate begon Koeblai hun adviezen als te dogmatisch te zien. Door de invloed van zijn confucianistisch opgeleide zoon Jingim en andere Mongoolse aristocraten bleef het confucianisme wel een – wat beperkter – invloed houden.
Mongoolse confucianisten legden meer de nadruk op de lessen ten aanzien van het vormen van een dynastie die het confucianisme bracht dan op de meer metafysische kant van de leer. Confucianisme bleef een zeer belangrijk onderdeel van de formele opleiding van kinderen uit de Mongoolse elite. Wu Heng begon aan het hof de leer van Zhu Xi (1130–1200), de belangrijkste neo-confucianist van de Song-dynastie te verspreiden. In 1315 werd het examensysteem weer ingesteld en werd de interpretatie van Zhu Xi van de Vier Boeken maatgevend. Dat is het tot 1905 gebleven. De school van Zhu Xi benadrukte dat kennis van de waarheid en moreel besef alleen verworven kon worden door studie van de buitenwereld, door rationele argumentatie en verificatie.
Een aantal confucianistische werken werd in het Mongools vertaald, zoals het Boek van de kinderlijke gehoorzaamheid en commentaren op de Grote Leer. Nog in 1339 werd er een overheidsorgaan, het Directoraat voor Literatuur, gecreëerd met als opdracht om zo veel mogelijk Chinese klassieke literatuur in het Mongools te vertalen.

## Culturele en artistieke ontwikkelingen

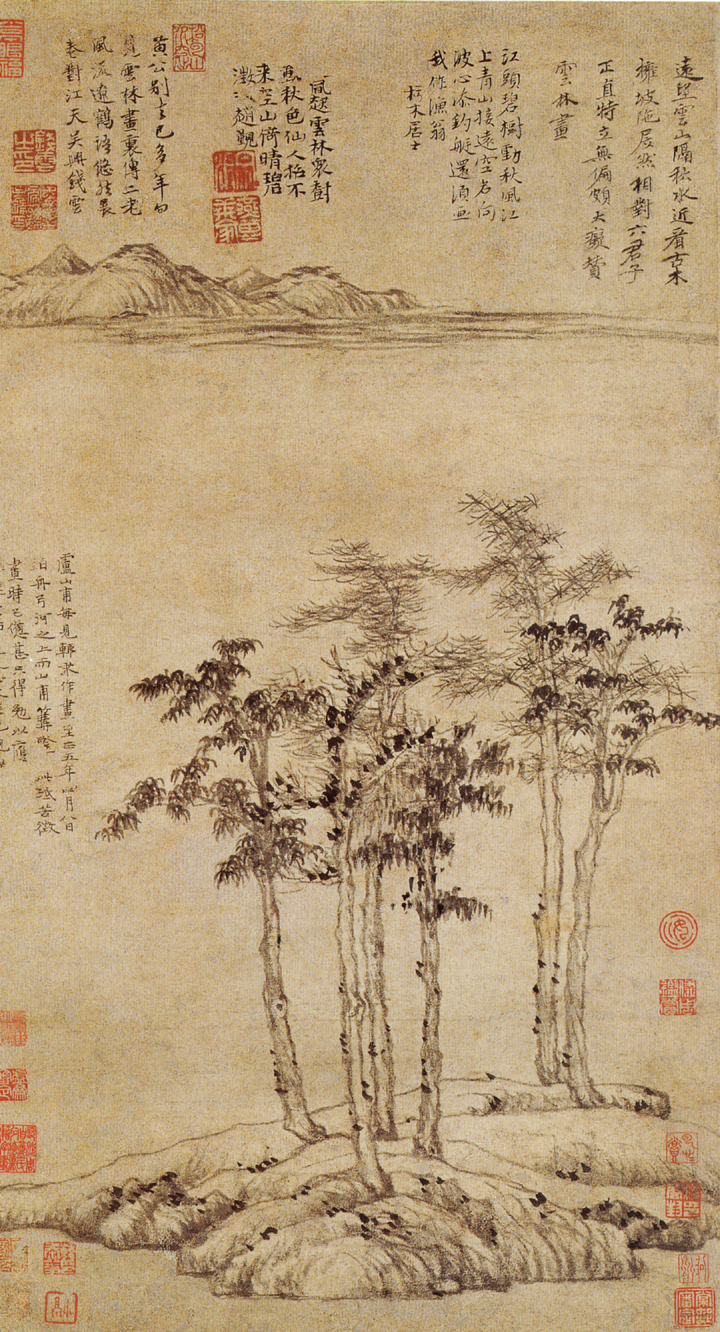
Zes edellieden van Ni Zan

Intellectuelen uit het zuiden van China vonden als gevolg van de sociale ordening nauwelijks emplooi in overheidsdienst. Zij werden dus gedwongen een andere loopbaan te kiezen. Dit is een van de verklaringen voor het feit dat er tijdens de periode van de Yuan op een groot aantal terreinen een culturele bloei aanwezig was en sprake van artistieke innovatie.
Een belangrijke ontwikkeling was die van het gaan opvoeren van theaterstukken in de spreektaal. Het is ook het eerste seculiere theater in China, dat feitelijk los komt van religieuze functies. Er ontstaat een stedelijke theatercultuur waar men tegen betaling dagelijks theater en acrobatiek kan zien.
Er ontstond een literatenschilderkunst. De hofschilders uit de Song-periode streefden naar uiterlijke perfectie en een getrouwe weergave van de natuur. De literaten uit de Yuan-periode schilderden meer op basis van hun behoefte tot strikt individuele expressie en hadden minder met een weergave van de realiteit. Het intellectuele niveau van de schilders kwam ook tot uitdrukking door dat zij overgingen tot het schilderen van gedichten op hun schilderijen en toepassen van vormen van kalligrafie. De bekendste schilders uit deze periode zijn de 'Vier Meesters van de Yuan-dynastie': Huang Gongwang, Wu Zhen, Ni Zan en Wang Meng. Al tijdens de vroege Ming-dynastie was hun werk veel gevraagd door verzamelaars. 

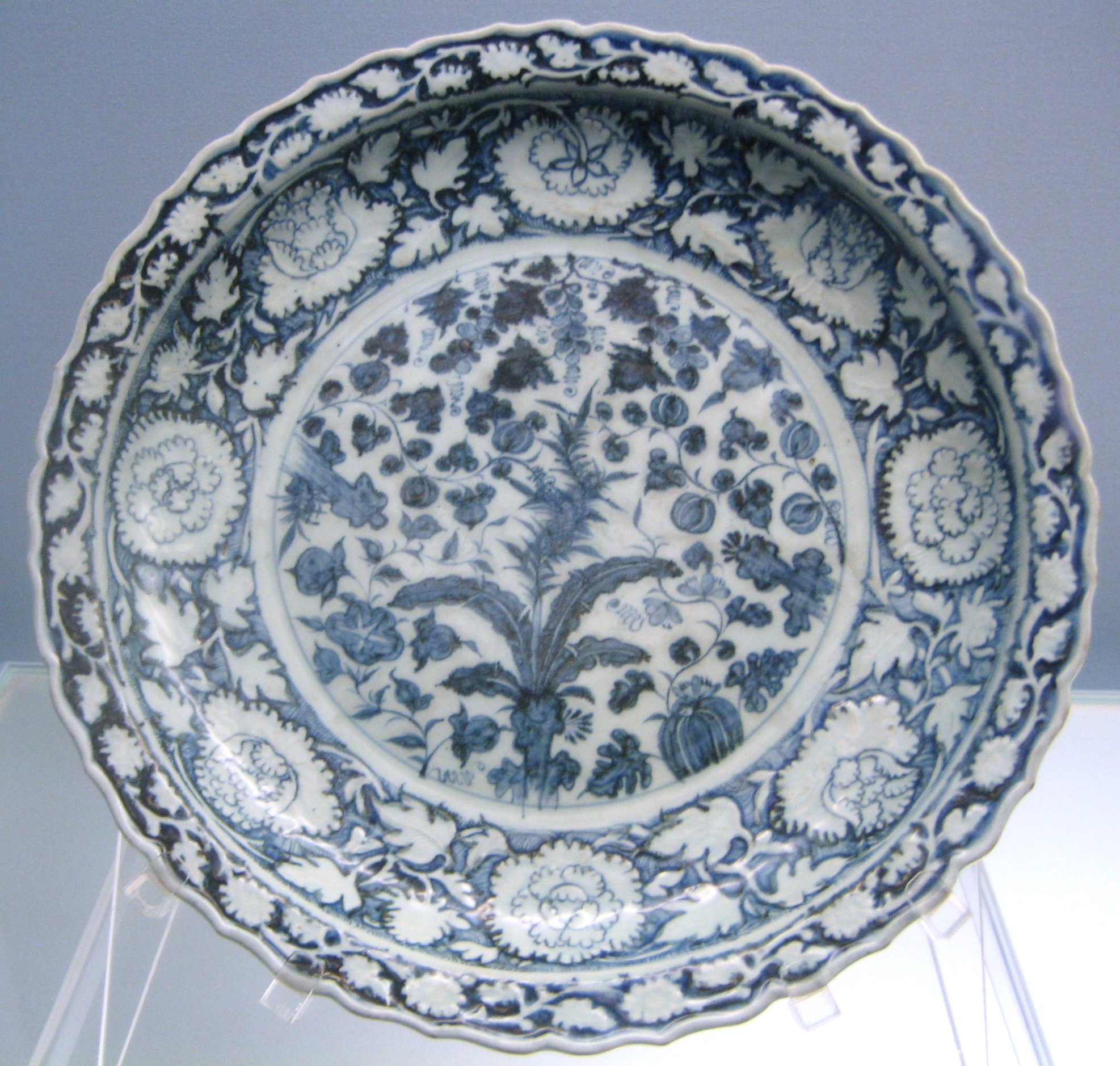
Porselein uit de Yuan-periode

In de muziek vond een ontwikkeling plaats door de komst van de suona, een rietinstrument dat oorspronkelijk afkomstig was uit Centraal-Azië. Het is het meest te vergelijken met een schalmei. Het instrument is zeer geschikt voor levendige muziek, zoals het uitdrukken van de zang van vele vogels. Ook dit instrument kwam mee met groepen uit Centraal-Azië die met de legers van de Mongolen naar China waren getrokken. Het werd eerst bij vormen van militaire muziek en later bij processies gebruikt. Het instrument behoort tegenwoordig tot de vaste bezetting van een operaorkest.
De bekendste artistieke ontwikkeling is de opkomst van porselein met zowel blauw-witte als rood-witte decoraties. Het blauw-wit werd in veel grotere aantallen geproduceerd om dat daar in Azië en het Midden-Oosten een veel grotere vraag naar was. Voor het aanbrengen van blauw onderglazuur was kobalt nodig om echt helder blauw te maken. Dat was in China nauwelijks aanwezig. Het werd door de toenemende handel met het Midden-Oosten in deze periode voor China gemakkelijker te verkrijgen. Deze techniek is een breuk met die van eerdere dynastieën waar alleen met een monochroom glazuur werd gewerkt. Het werken met rood onderglazuur was moeilijker omdat de hiervoor benodigde koperoxide veel moeilijker te beheersen was in het proces. Jingdezhen werd in deze periode de centrale plek in het rijk voor de porseleinindustrie.

## De blijvende invloed van de Yuan-periode
De belangrijkste blijvende invloed van de Yuan-dynastie was het creëren van een opnieuw verenigd en militair sterk China. Na de val van de Tang-dynastie aan het begin van de tiende eeuw hadden een aantal veroveraars (Khitan, Tangut, Jurchen) steeds meer gebied veroverd op de Song, oorspronkelijk een in etnisch opzicht vrijwel geheel Chinese staat. Er was een ontwikkeling gaande dat het zuiden en noorden van China zich tot verschillende landen zouden ontwikkelen. De verovering door de Mongolen voorkwam echter een permanente scheiding.
Het bestuur van de Yuan vanuit de hoofdstad Peking over gebieden aan de periferie als Mongolië en Tibet was een precedent voor de latere Qing-dynastie en zelfs de Volksrepubliek China. De opvatting in de hedendaagse Chinese geschiedschrijving dat Tibet – met enige onderbrekingen – al ruim 800 jaar een onvervreemdbaar deel is van het Chinese rijk, steunt op de geopolitieke situatie tijdens de Yuan-periode.
De hereniging van China had ook belangrijke culturele gevolgen. Vanaf ongeveer 1100 hadden er zich in het noorden en zuiden verschillende culturele opvattingen ontwikkeld. Dat resulteerde ook in verschillende scholen binnen het boeddhisme en taoïsme. De hereniging van het land doorbrak de sektarische grenzen binnen die religies. De keus voor de interpretatie van Zhu Xi van het confucianisme als de standaard voor het examenstelsel betekende ook de erkenning van die opvatting als doctrine voor het beleid van de staat tot aan 1900.
Ook andere culturen die China zouden beïnvloeden vinden hun wortels in deze periode. De huidige Hui die nu in China wonen zijn voor het belangrijkste deel voortgekomen uit de moslims die zich tijdens deze periode daar vestigden. De immigranten uit die periode introduceerden nieuwe voedselbronnen als wortelen, rapen, citroenen, aubergines, meloenen en kristalsuiker.
De Yuan hadden ook een grote invloed op de volgende Ming-dynastie. De eerste keizer, Hongwu, had wel lof voor de hereniging van het land en nam ook de organisatie van het systeem van garnizoenen van de Yuan over. Tegelijkertijd verafschuwde hij de grote rol in het bestuur van leden van de keizerlijke familie en hun uitgebreide familie, de grote invloed van militairen en het feit dat de economie van de Yuan in zekere mate een geldeconomie was geweest. Als reactie daarop organiseerde hij een systeem, waarbij bestuur en beleid alleen voorbehouden was aan de keizer en een kleine kring van een confucianistische elite. Aangezien uiteindelijk ook de keizer besefte dat hij ook informatie van buiten deze beperkte kring nodig had, leidde dit tot het creëren van een enorm apparaat van eunuchen.
Hongwu viel terug op het zo veel mogelijk in natura innen van belastingen en probeerde de handel met het buitenland geheel via het tribuutsysteem te laten verlopen. Zowel hijzelf als zijn opvolgers waren niet in staat om de waarde van papiergeld te waarborgen, waardoor China in monetair opzicht terugkeerde naar een samenleving waarin het betalingsverkeer alleen in zilver was.

## Lijst van keizers
- 1279-1294: Koeblai Khan
- 1294-1307: Chengzong
- 1307-1311: Wuzong
- 1311-1320: Buyantu Khan
- 1320-1323: Gegeen Khan
- 1323-1328: Taidingdi
- 1328-1328: Tianshundi
- 1328-1329: Wenzong
- 1329-1329: Mingzong
- 1329-1332: Wenzong
- 1332-1332: Ningzong
- 1332-1368: Toghun Temür